# Ковалёва, Надежда Тихоновна
Наде́жда Ти́хоновна Ковалёва (10 сентября 1940, Тимашево, Азнакаевский район, Татарская АССР, РСФСР, СССР ― 16 мая 2009, Йошкар-Ола, Марий Эл, Россия) ― советская актриса театра, солистка-вокалистка. Солистка Марийского музыкального театра (ныне Марийский государственный академический театр оперы и балета имени Э. Сапаева) (1973―2009). Заслуженная артистка РСФСР (1980). Народная артистка Марийской АССР (1977).

## Биография
Родилась 10 сентября 1940 года в дер. Тимашево ныне Азнакаевского района Татарстана в крестьянской семье.
В 1960 году окончила Челябинское культпросветучилище, затем поступила в Воронежское музыкальное училище, в котором проучилась 1 год. В 1967 году с отличием окончила вокальный факультет Киевской консерватории.
В 1961―1962 годах работала в Воронежском музыкальном театре, с 1967 года ― в Челябинском театре оперы и балета и Оренбургском театре музыкальной комедии.
В 1969 году приехала в Йошкар-Олу, работала в Марийской филармонии имеин Я. Эшпая. С 1973 года вплоть до последних дней жизни была солисткой Марийского музыкального театра (ныне Марийский государственный академический театр оперы и балета имени Э. Сапаева). За время работы в этом театре сыграла более 50 ролей, среди них ― более 30 ролей в опереттах, где её называли «мастером перевоплощения». Голос ― лирико-колоратурное сопрано. Слушатели и критики отмечали в её работах прекрасную певческую школу, чистый выразительный голос, великолепную пластику, артистичность. Её репертуар отличался разнообразием: она пела и в первых марийских операх ― Эвику в «Акпатыре» Э. Сапаева, Чачи в «Элнет» И. Молотова. Преодолев языковой барьер, певица смогла наполнить образы психологически и вокально.
С 1975 года ― преподаватель вокала в Йошкар-Олинском музыкальном училище имени И. С. Палантая. Среди её учеников ― выпускники консерваторий и ныне солисты: Т. Романова (Эстонская консерватория, театр г. Тарту), Л. Чуенкова (Саратовская консерватория, солистка оркестра МВД РФ) и другие.
В 1983 году проходила стажировку в Большом театре в Москве (руководитель ― П. Лисициан). 
В 1977 году ей присвоено звание «Народная артистка Марийской АССР», в 1980 году ― почётное звание «Заслуженная артистка РСФСР».
Была замужем, супруг ― заслуженный артист Республики Марий Эл Ю. А. Тупиков. 
Ушла из жизни 16 мая 2009 года в Йошкар-Оле.

## Основные роли
Далее представлен список основных ролей Н. Т. Ковалёвой:
- Татьяна («Евгений Онегин», П. Чайковский)
- Марфа («Царская невеста», Н. Римский-Корсаков)
- Маргарита («Фауст», Ш. Гуно)
- Мария («Мазепа», П. Чайковский)
- Розалинда «(Летучая мышь», И. Штраус)
- Нинон («Фиалка Монмартра», И. Кальман)
- Эвика («Акпатыр», Э. Сапаев)
- Чачи («Элнет», И. Молотов)
- Виолетта («Травиата», Д. Верди)
- Чио Чио Сан («Чио Чио Сан», Д. Пуччини)
- Сильва («Сильва», И. Кальман)
- Иоланта («Иоланта», П. Чайковский)
- Джильда («Риголетто», Дж. Верди)
- Тоска («Тоска», Дж. Пуччини)
- Микаэла («Кармен», Ж. Бизе)
- Розина («Севильский цирюльник», Дж. Россини)
- Недда («Паяцы», Р. Леонковалло)
- Миссис Хиггинс («Моя прекрасная леди», Ф. Лоу)

## Признание
- Заслуженная артистка РСФСР (27.10.1980)[1][2]
- Народная артистка Марийской АССР (1977)[1][2]
- Заслуженная артистка Марийской АССР (1974)[1][2]